# Apistomyia
Genre
Apistomyia est un genre d'insectes diptères nématocères de la famille des Blephariceridae.

## Liste d'espèces
Selon Catalogue of Life (8 juin 2014) :
- Apistomyia anamalaiensis
- Apistomyia aphrodite
- Apistomyia ariadne
- Apistomyia cinnamomea
- Apistomyia collini
- Apistomyia elegans
- Apistomyia latiforceps
- Apistomyia mackerrasi
- Apistomyia maior
- Apistomyia minor
- Apistomyia nigra
- Apistomyia santokhi
- Apistomyia tonnoiri
- Apistomyia trilineata
- Apistomyia truncata
- Apistomyia uenoi